# راينبو/بوش
راينبو/بوش هي منظمة غير ربحية تم تشكيلها باندماج بين منظمتين غير ربحيتين أسسهما جيسي جاكسون - عملية بوش (الشعب الموحد لخلاص الإنسانية) وائتلاف راينبو الوطني. تسعى المنظمتين إلى العدالة الاجتماعية والحقوق المدنية والنشاط السياسي. وهدفها توفير فرص العمل للسود في الولايات المتحدة.
في ديسمبر 1971، استقال جاكسون من عملية سلة الخبز بعد الاشتباك مع Ralph Abernathy وأسس عملية بوش. في عام 1984 أسس جاكسون ائتلاف راينبو الوطني؛ تم دمجها مع بوش في عام 1996. يقع المقر الوطني للمنظمة المشتركة في الجانب الجنوبي من شيكاغو ولها فروع في واشنطن العاصمة، مدينة نيويورك، لوس أنجلوس، ديترويت، هيوستن، أتلانتا، وادي السيليكون، نيو أورليانز وبوسطن.
رفعت عملية بوش الوعي العام لبدء العمل المؤسسي والرعاية الحكومية. أصبح ائتلاف راينبو الوطني منظمة سياسية بارزة رفعت الوعي العام بالعديد من القضايا السياسية وعززت كتلها تصويتية بشكل كبيرة. قام الكيان المندمج بالعديد من المبادرات الاجتماعية.